# Amathusia andamanensis
Amathusia andamanensis is een vlinder uit de familie Nymphalidae. De wetenschappelijke naam van de soort is voor het eerst geldig gepubliceerd in 1899 door Hans Fruhstorfer.